# 22839 Richlawrence
22839 Richlawrence este un asteroid din centura principală de asteroizi.

## Descriere
22839 Richlawrence este un asteroid din centura principală de asteroizi. A fost descoperit pe 7 septembrie 1999 la Socorro, New Mexico, în cadrul proiectului LINEAR. Asteroidul prezintă o orbită caracterizată de o semiaxă mare de 2,31 ua, o excentricitate de 0,04 și o înclinație de 3,3° în raport cu ecliptica.